# Jacobi-polinomok
A Jacobi-polinomok a {\displaystyle [-1,1]} intervallumon értelmezett ortogonális polinomok két paraméteres serege. Súlyfüggvényük {\displaystyle (1-z)^{\alpha }(1+z)^{\beta }}, ahol α, β > -1. A Jacobi-differenciálegyenlet megoldásai. Carl Gustav Jacob Jacobiról nevezték el őket.

## Explicit alak
A Jacobi-polinomok explicit alakja:
{\displaystyle P_{n}^{(\alpha ,\beta )}(z)={\frac {\Gamma (\alpha +n+1)}{n!\,\Gamma (\alpha +\beta +n+1)}}\sum _{m=0}^{n}{n \choose m}{\frac {\Gamma (\alpha +\beta +n+m+1)}{\Gamma (\alpha +m+1)}}\left({\frac {z-1}{2}}\right)^{m},}
vagy az 2F1 hipergeometrikus függvény segítségével
{\displaystyle P_{n}^{(\alpha ,\beta )}(z)={n+\alpha  \choose n}\,_{2}F_{1}\left(-n,1+n+\alpha +\beta ;\alpha +1;{\frac {1-z}{2}}\right).}

## Tulajdonságok
Az 1 helyettesítési értéke
{\displaystyle P_{n}^{(\alpha ,\beta )}(1)={n+\alpha  \choose n}}.
Szimmetria: páros n-re páros, páratlan n-re páratlan függvények:
{\displaystyle P_{n}^{(\alpha ,\beta )}(-z)=(-1)^{n}P_{n}^{(\beta ,\alpha )}(z)\,}
így a ‒1 helyettesítési értéke
{\displaystyle P_{n}^{(\alpha ,\beta )}(-1)=(-1)^{n}{n+\beta  \choose n}.}

## Deriválás
A Jacobi-polinomok {\displaystyle k}-adik deriváltja
{\displaystyle {\frac {\mathrm {d} ^{k}}{\mathrm {d} z^{k}}}P_{n}^{(\alpha ,\beta )}(z)={\frac {\Gamma (\alpha +\beta +n+1+k)}{2^{k}\;\Gamma (\alpha +\beta +n+1)}}P_{n-k}^{(\alpha +k,\beta +k)}(z).}

## Speciális esetek
Néhány fontos polinom a Jacobi-polinomok speciális esetének tekinthető:
- α = β = 0: Legendre-polinomok
- a Gegenbauer-polinomok
- a Csebisev-polinomok